# Transliterarea limbii române din scrierea „moldovenească” în cea latină
Transliterarea limbii române din scrierea „moldovenească” în cea latină a început odată cu punerea în aplicare a Legii nr. 3462 din 31 august 1989 adoptată de Parlamentul Republicii Moldova și publicată în Monitorul oficial n° 9 (N-3462-XI) din același an.
Transcrierea alfabetului „moldovenesc” specific acestei Republici unionale sovietice (și încă folosit în Republica Moldovenească Nistreană) se efectuează astfel :
| Alfabetul Chirilic | Alfabetul latin |
| ------------------ | --------------- |
| А                  | A               |
| Б                  | B               |
| В                  | V               |
| Г                  | G               |
| ГЕ                 | GHE             |
| ГИ                 | GHI             |
| Д                  | D               |
| Е                  | E               |
| Ё                  | IO              |
| Ж                  | J               |
| ӁЕ                 | GE              |
| ӁИ                 | GI              |
| З                  | Z               |
| И                  | I               |
| Й                  | I               |
| К                  | C               |
| КЕ                 | CHE             |
| КИ                 | CHI             |
| Л                  | L               |
| М                  | M               |
| Н                  | N               |
| О                  | O               |
| П                  | P               |
| Р                  | R               |
| С                  | S               |
| Т                  | T               |
| У                  | U               |
| Ф                  | F               |
| Х                  | H               |
| Ц                  | Ț               |
| Ч                  | CE*/CI*         |
| Ш                  | Ș               |
| Щ                  | -               |
| Ъ                  | -               |
| Ы                  | Â, Î            |
| Ь                  | I               |
| Э                  | Ă               |
| Ю                  | IU              |
| Я                  | IA, EA          |

Acest sistem de transliterare se folosește pentru:
- textele în limba „moldovenească”-română scrise, între 1938 și 1989 (conform pricazului sovietic din 27 februarie 1938 emis în RASSM[2]), cu litere chirilice rusești, diferite de cele ale alfabetului slavonic folosit până în sec. XIX în Moldova/Basarabia[3];
- textele și denumirile în limba „moldovenească”-română încă scrise și în zilele noastre, cu litere chirilice rusești în Transnistria.

În schimb, sistemul nu se aplică pentru:
- numele și denumirile rusești, bieloruse și ucrainene prezente în limba „moldovenească”-română, a căror transliterare urmează reguli conforme sistemului rusesc de transliterare : de exemplu Alexandru Plămădeală pentru « Александр Плэмэдялэ », dar Aleksandr Soljenițîn pentru « Александр Солженицын » (deși în această privință, există obiceiuri diferite de-o parte și de cealaltă a Prutului : în Republica Moldova rareori se respectă acest principiu și în general se folosește în mod impropriu același sistem ca pentru limba „moldovenească”-română, în timp ce în România se folosește sistemul rusesc de transliterare pentru denumirile rusești, bieloruse și ucrainene).
- ortografierea autentică a denumirilor provenind din limbi scrise în litere latine: bunăoară James Bond, Saskatchewan, Bordeaux și Washington – și nu Geims Bond, Sascaceoan, Bordo sau Oașington.

## Notă
1. ↑  „Vezi pe”. Arhivat din original la 9 decembrie 2013. Accesat în 10 mai 2013.
2. ↑  Gheorghe Negru : Politica etno-lingvistică a R.S.S.M., ed. Prut Internațional, Chișinău 2000, ISBN 9975-69-100-5, pag. 20-24
3. ↑  Alfabetul slavonic folosit până în sec. XIX în Moldova/Basarabia și celelalte țări române cuprindea literele următoare : А а, Ъ ъ (= ă), Б б, Β β, Ґ γ, Δ δ, Є є, ζ ʝ, С с, І ι, К к, Λ λ, М м, Ν н, О о, П п, Р р, Т m, Υ υ, Ф ф, Х х, Џ џ (= ț), Ч ч, Ш ш, Щ щ (= șt), Ђ ђ (= î, â), Ξ ξ (= x), Ζ z ; vezi Denis Deletant, Slavonic letters in Moldova, Wallachia & Transylvania from the tenth to the seventeenth centuries, ed. Enciclopedică, București 1991 și Costache Negruzzi, Courrier des deux sexes, I, nr. 22, p. 337–343.